# UCI America Tour 2006-2007
El UCI America Tour 2006-2007 fue la tercera edición del UCI America Tour. Se llevó a cabo de octubre de 2006 a septiembre de 2007. Se disputaron de 36 competencias en dos modalidades, pruebas por etapas y pruebas de un día, otorgando puntos a los primeros clasificados de las etapas y a la clasificación final, además de los Campeonatos Panamericanos.

## Calendario
Contó con las siguientes pruebas, tanto por etapas como de un día.

### Octubre de 2006
| Fecha    | Carrera                       | Cat. | Ganador           | Equipo del ganador    |
| -------- | ----------------------------- | ---- | ----------------- | --------------------- |
| 1 al 8   | Clásico Ciclístico Banfoandes | 2.2  | Hernán Buenahora  | Gobernación de Zulia  |
| 10 al 15 | Vuelta a Chihuahua            | 2.2  | Luis Pérez Romero | Andalucía-Paul Versan |
| 20 al 1  | Vuelta a Guatemala            | 2.2  | Juan Carlos Rojas | Los Lagos-Dos Pinos   |

### Noviembre de 2006
| Fecha    | Carrera                           | Cat. | Ganador            | Equipo del ganador                               |
| -------- | --------------------------------- | ---- | ------------------ | ------------------------------------------------ |
| 7 al 12  | Doble Copacabana Grand Prix Fides | 2.2  | Juan Diego Ramírez | UNE-Orbitel                                      |
| 14 al 24 | Tour de Santa Catarina            | 2.2  | Pedro Nicácio      | Scott-Marcondes Cesar-Fadenp Sao Jose dos Campos |

### Diciembre de 2006
| Fecha    | Carrera             | Cat. | Ganador     | Equipo del ganador |
| -------- | ------------------- | ---- | ----------- | ------------------ |
| 16 al 29 | Vuelta a Costa Rica | 2.2  | Henry Raabe | BCR-Pizza Hut-KHS  |

### Enero de 2007
| Fecha    | Carrera                  | Cat. | Ganador          | Equipo del ganador                               |
| -------- | ------------------------ | ---- | ---------------- | ------------------------------------------------ |
| 7        | Copa América de Ciclismo | 1.2  | Nilceu Santos    | Scott-Marcondes Cesar-Fadenp Sao Jose dos Campos |
| 7 al 21  | Vuelta al Táchira        | 2.2  | Hernán Buenahora | Gobernación del Zulia                            |
| 23 al 28 | Tour de San Luis         | 2.2  | Jorge Giacinti   | Líder Presto                                     |

### Febrero de 2007
| Fecha    | Carrera                | Cat. | Ganador         | Equipo del ganador |
| -------- | ---------------------- | ---- | --------------- | ------------------ |
| 13 al 25 | Vuelta Ciclista a Cuba | 2.2  | Svein Tuft      | Symmetrics         |
| 18 al 25 | Tour de California     | 2.HC | Levi Leipheimer | Discovery Channel  |

### Marzo de 2007
| Fecha    | Carrera                            | Cat. | Ganador          | Equipo del ganador |
| -------- | ---------------------------------- | ---- | ---------------- | ------------------ |
| 15 al 25 | Vuelta Ciclista por un Chile Líder | 2.2  | Andrei Sartassov | Líder Presto       |

### Abril de 2007
| Fecha    | Carrera                        | Cat. | Ganador         | Equipo del ganador                               |
| -------- | ------------------------------ | ---- | --------------- | ------------------------------------------------ |
| 7        | U.S. Cycling Open              | 1.1  | Svein Tuft      | Symmetrics                                       |
| 11 al 15 | Vuelta Ciclística de Campos    | 2.2  | Matías Medici   | Scott-Marcondes Cesar-Fadenp Sao Jose dos Campos |
| 16 al 22 | Tour de Georgia                | 2.HC | Janez Brajkovič | Discovery Channel                                |
| 22 al 29 | Vuelta del Estado de San Pablo | 2.2  | Marcos Novelo   |                                                  |

1. ↑  El ganador de la volta do Estado de Sâo Paulo fue Magno Nazaret pero fue descalificado por doping. Magno Nazaret da positivo en dopaje.

### Mayo de 2007
| Fecha    | Carrera                                                     | Cat. | Ganador        | Equipo del ganador          |
| -------- | ----------------------------------------------------------- | ---- | -------------- | --------------------------- |
| 5        | Clásico Aniversario de la Federación Venezolana de Ciclismo | 1.2  | José Aguilar   | Fundadeporte Carabobo       |
| 6        | Copa Federación Venezolana de Ciclismo                      | 1.2  | José Alarcón   | Kino Táchira Banfoandes     |
| 10 al 13 | Doble Sucre Potosí GP Cemento Fancesa                       | 2.2  | Oscar Soliz    | Coordinadora De Boyacá Ebsa |
| 16 al 20 | Vuelta de Paraná                                            | 2.2  | Renato Seabra  | Clube DataRo de Ciclismo    |
| 25       | Campeonato Panamericano Contrarreloj                        | CC   | Libardo Niño   | Colombia                    |
| 27       | Campeonato Panamericano en Ruta                             | CC   | Martin Gilbert | Canadá                      |

### Junio de 2007
| Fecha    | Carrera                                 | Cat. | Ganador         | Equipo del ganador    |
| -------- | --------------------------------------- | ---- | --------------- | --------------------- |
| 3        | Commerce Bank Lancaster Classic         | 1.1  | Bernhard Eisel  | T-Mobile              |
| 7        | Commerce Bank Reading Classic           | 1.1  | Bernhard Eisel  | T-Mobile              |
| 10       | Commerce Bank International Champioship | 1.HC | Juan José Haedo | CSC                   |
| 12 al 17 | Tour de Beauce                          | 2.2  | Ben Day         | Navigators Insurance  |
| 23       | Saturn Rochester Twilight Criterium     | 1.2  | Hilton Clarke   | Navigators Insurance  |
| 24       | Desafío Internacional de Ciclismo       | 1.2  | Rafael Andriato | Memorial-Fupes-Santos |

### Julio de 2007
| Fecha    | Carrera                      | Cat. | Ganador         | Equipo del ganador    |
| -------- | ---------------------------- | ---- | --------------- | --------------------- |
| 8        | Prueba Ciclística 9 de Julio | 1.2  | Rafael Andriato | Memorial-Fupes-Santos |
| 28 al 12 | Vuelta a Colombia            | 2.2  | Santiago Botero | UNE-Orbitel           |

### Agosto de 2007
| Fecha   | Carrera            | Cat. | Ganador       | Equipo del ganador             |
| ------- | ------------------ | ---- | ------------- | ------------------------------ |
| 1 al 10 | Tour de Guadalupe  | 2.2  | Flober Peña   | Capesterrienne                 |
| 27 al 9 | Vuelta a Venezuela | 2.2  | César Salazar | Lotería Del Táchira-Banfoandes |

### Septiembre de 2007
| Fecha    | Carrera            | Cat. | Ganador            | Equipo del ganador                   |
| -------- | ------------------ | ---- | ------------------ | ------------------------------------ |
| 8        | Univest Grand Prix | 1.2  | William Frischkorn | Slipstream-Chipotle                  |
| 11 al 16 | Tour de Misuri     | 2.1  | George Hincapie    | Discovery Channel                    |
| 15       | Tour de Leelanau   | 1.2  | Garrett Peltonen   | Priority Health presented by Bissell |

## Clasificaciones finales

### Individual
| Posición | Ciclista          | Puntos |
| -------- | ----------------- | ------ |
| 1        | Svein Tuft        | 234,66 |
| 2        | Hernán Buenahora  | 194,66 |
| 3        | Alejandro Borrajo | 186    |
| 4        | Manuel Medina     | 178,66 |
| 5        | Nilceu Santos     | 164,66 |
| 6        | Rafael Andriato   | 136    |
| 7        | César Salazar     | 134,66 |
| 8        | Santiago Botero   | 129    |
| 9        | Anthony Brea      | 119,66 |
| 10       | Serguéi Lagutín   | 114    |

### Equipos
| Posición | Equipo                                           | Puntos |
| -------- | ------------------------------------------------ | ------ |
| 1        | Symmetrics                                       | 624,62 |
| 2        | Scott-Marcondes Cesar-Fadenp Sao Jose dos Campos | 472,96 |
| 3        | Tecos de la Universidad Autónoma de Guadalajara  | 384,62 |
| 4        | Navigators Insurance                             | 358    |
| 5        | Slipstream-Chipotle                              | 305    |
| 6        | Serramenti PVC Diquigiovanni-Selle Italia        | 288,94 |
| 7        | Memorial-Fupes-Santos                            | 246    |
| 8        | Health Net presented by Maxxis                   | 226    |
| 9        | Kelly Benefit Strategies-Medifast                | 211    |
| 10       | UNE-Orbitel                                      | 205    |

### Países
| Posición | País      | Puntos  |
| -------- | --------- | ------- |
| 1        | Colombia  | 1436,96 |
| 2        | Argentina | 1140,64 |
| 3        | Canadá    | 977,3   |
| 4        | Brasil    | 888,98  |
| 5        | Venezuela | 724,98  |

| 6  | Estados Unidos | 578    |
| 7  | México         | 460,64 |
| 8  | Costa Rica     | 424    |
| 9  | Cuba           | 373    |
| 10 | Bolivia        | 311    |

### Países sub-23
| Posición | País      | Puntos |
| -------- | --------- | ------ |
| 1        | Brasil    | 448,32 |
| 2        | Canadá    | 208,66 |
| 3        | Argentina | 199,32 |
| 4        | Venezuela | 154    |
| 5        | México    | 148    |

| 6  | Bolivia        | 101   |
| 7  | Colombia       | 87,66 |
| 8  | Ecuador        | 76    |
| 9  | Belice         | 72    |
| 10 | Estados Unidos | 65    |